# Skotniki (powiat poddębicki)
Skotniki – wieś w Polsce położona w województwie łódzkim, w powiecie poddębickim, w gminie Uniejów.
Do 1937 roku istniała gmina Skotniki. W latach 1975–1998 miejscowość należała administracyjnie do województwa konińskiego.